# Aoba (1926)
Aoba (jap. 青葉 Aoba) − japoński krążownik ciężki z okresu II wojny światowej. Okręt był jedną z dwóch jednostek typu Aoba, stanowiących rozwinięcie typu Furutaka. Okręt nazwano na cześć wulkanu Aoba leżącego niedaleko Maizuru w prefekturze Kioto.

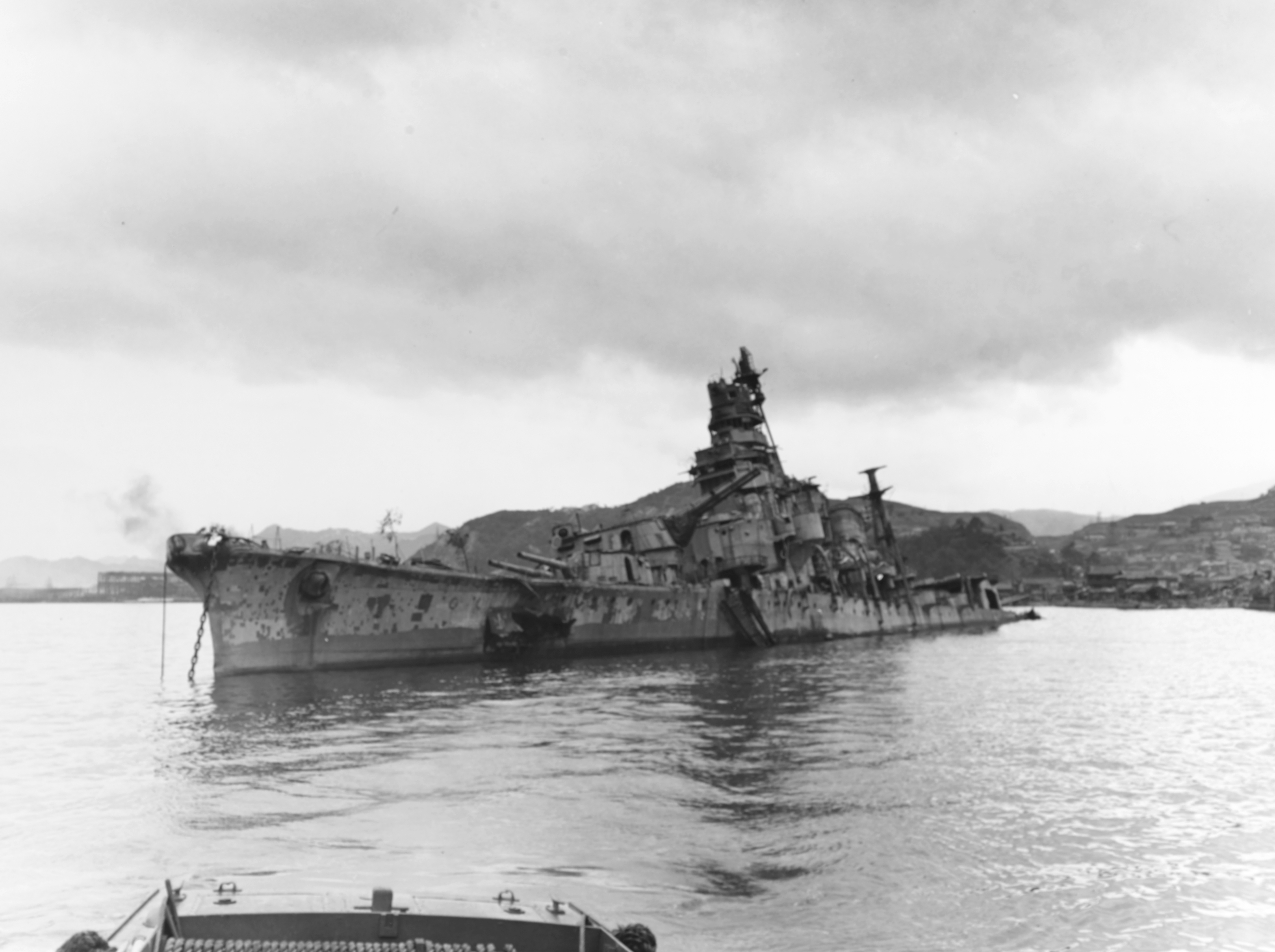
Jednostka zatopiona w Kure

„Aoba” i jej siostrzany okręt „Kinugasa” miały być początkowo trzecią i czwartą jednostką typu Furutaka. Plany zostały jednak zmodyfikowane poprzez wprowadzenie podwójnych wież artyleryjskich oraz katapulty samolotu. Zwiększyło to ciężar okrętu powodując pewne problemy ze statecznością.

## Okres międzywojenny
Po ukończeniu w 1927 w stoczni Mitsubishi w Nagasaki krążownik „Aoba” został przydzielony do 5 Dywizjonu Krążowników, a następnie do 6 Dywizjonu i 7 Dywizjonu, będąc często okrętem flagowym. W latach 1938–1940 przeszedł modernizację w stoczni w Sasebo, gdzie wyposażono go w nowe wyrzutnie torpedowe, wzmocnienie artylerii przeciwlotniczej i poprawę systemu kierowania ogniem. Po modernizacji powrócił do 6 Dywizjonu Krążowników.

## Początkowy okres II wojny światowej
„Aoba” był okrętem flagowym kontradmirała Aritomo Gotō dowodzącego 6 Dywizjonem. W grudniu 1941 uczestniczył w inwazji na Guam, a następnie na Wake. Wziął udział w bitwie na Morzu Koralowym 7 i 8 maja 1943, podczas której został uszkodzony przez samoloty z „Lexingtona” i „Yorktowna”.
Po dokonaniu napraw w Kure „Aoba” powrócił do służby. Stacjonował na atolu Truk, a następnie na Santa Isabel, skąd prowadził patrole.

## Bitwa koło wyspy Savo
9 sierpnia 1942 krążownik „Aoba” wziął udział w nocnej bitwie koło wyspy Savo. Japońskie krążowniki i niszczyciele zdołały zatopić cztery alianckie krążowniki. „Aoba” otrzymał jedno trafienie.
W sierpniu i wrześniu 1942 okręt ochraniał japońskie konwoje płynące na Guadalcanal.

## Bitwa koło przylądka Ésperance

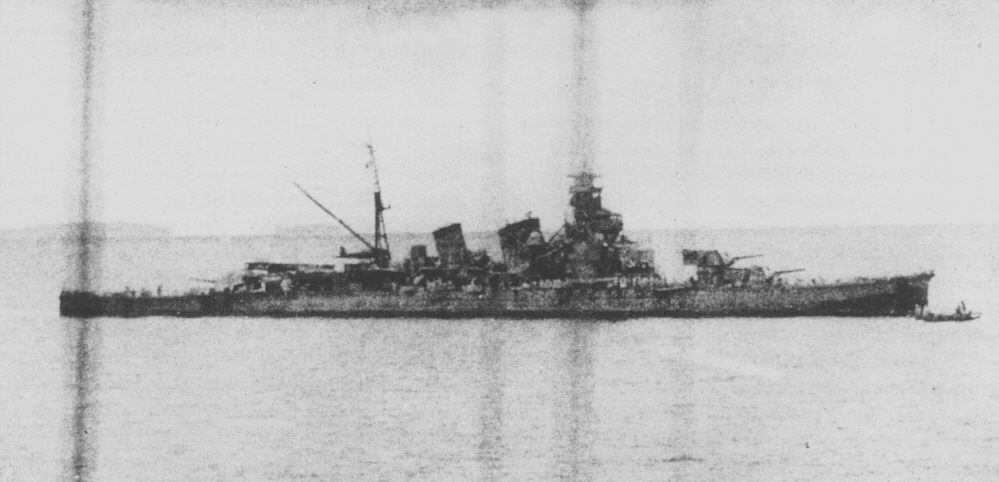
Fotografia krążownika Aoba po bitwie koło przylądka Ésperance

W nocy 11 października 1942 krążowniki amerykańskie zaatakowały konwój japoński, broniony m.in. przez okręty 6 Dywizjonu. W czasie walki „Aoba” został poważnie uszkodzony (zniszczona została jedna wieża artylerii głównej 203 mm). Inna salwa (z krążownika „Helena”) zniszczyła mostek, na którym zginął kontradmirał Gotō. W sumie na pokładzie krążownika zginęło w tej bitwie 79 osób.
Ciężko uszkodzony okręt powrócił na Truk, a następnie został odesłany do Japonii. Powrócił do służby w lutym 1943, ale już w kwietniu tego roku został poważnie uszkodzony przez lotnictwo amerykańskie w Kavieng. Bomby spowodowały eksplozję torped i okręt musiał wyrzucić się na brzeg, żeby nie zatonąć. „Aoba” został odholowany to bazy Truk, a następnie do Japonii na kolejną naprawę. Po naprawie stacjonował od grudnia 1943 w Singapurze, skąd przede wszystkim eskortował konwoje.
11 października „Aoba” odniósł niegroźne obrażenia po kolizji z krążownikiem „Kinu”. 23 października został zaatakowany przez okręt podwodny USS „Bream”, którego torpeda trafiła w maszynownię. Podczas prowizorycznej naprawy w stoczni w Manili został zbombardowany. Po przybyciu do Japonii został odstawiony do rezerwy jako nienaprawialny.
24 kwietnia 1945 krążownik został zbombardowany w porcie Kure i osiadł na dnie. 25 lipca ponownie stał się celem ataków i zatonął głębiej. 28 lipca wrak został po raz kolejny zbombardowany. „Aoba” został formalnie skreślony z listy floty 20 listopada 1945. Złomowano go w 1946 i 1947.

## Dowódcy
- Główny inspektor odbioru − kpt. Shiro Otani − 1 kwietnia 1927 − 20 września 1927
- kpt. Shiro Otani − 20 września 1927 − 15 listopada 1927
- kpt. Choji Inoue − 15 listopada 1927 − 10 grudnia 1928
- kpt. Toshiu Higurashi − 10 grudnia 1928 − 30 listopada 1929
- kpt. Eikichi Katagiri − 30 listopada 1929 − 1 grudnia 1930
- kpt. Mineichi Koga − 1 grudnia 1930 − 1 grudnia 1931
- kpt. Kurayoshi Hoshino − 1 grudnia 1931 − 15 listopada 1932
- kpt. Shiro Koike − 15 listopada 1932 − 15 listopada 1933
- kpt. Rokuzo Sugiyama − 15 listopada 1933 − 20 lutego 1934
- kpt. Gun’ichi Mikawa − 20 lutego 1934 − 15 listopada 1934
- kpt. Keijiro Goga − 15 listopada 1934 − 15 listopada 1935
- kpt. Kumeichi Hiraoka − 15 listopada 1935 − 15 listopada 1937
- kpt. Sueto Hirose − 15 listopada 1937 − 15 listopada 1939
- kpt. Katsuzo Akiyama − 15 listopada 1939 − 1 listopada 1940
- kpt. Tomoichi Mori − 1 listopada 1940 − 25 lipca 1941
- kpt. Sojiro Hisamune − 25 lipca 1941 − 10 listopada 1942
- kpt. Tsutau Araki − 10 listopada 1942 − 31 grudnia 1942
- kpt. Yoshioki Tawara − 31 grudnia 1942 − 24 lutego 1943
- kpt. Kamenosuke Yamamori − 24 lutego 1943 − 1 czerwca 1944
- kpt. Chusaboru Yamazumi − 1 czerwca 1944 − 1 stycznia 1945
- kpt. Seiroku Murayama − 1 stycznia 1945 − 28 lipca 1945